# Negociaciones de Manhasset

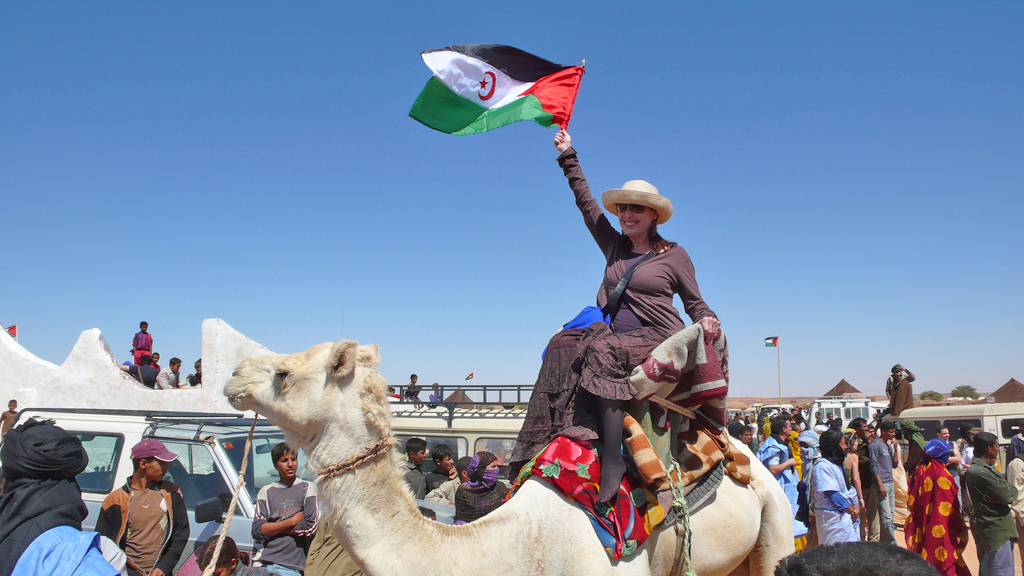
Verónica Forqué en la zona liberada del Sáhara Occidental.

Las negociaciones de Manhasset (también llamadas Manhasset I, II y III) son una serie de tres rondas de conversaciones en Manhasset, Nueva York entre el gobierno marroquí y la República Árabe Saharaui Democrática representado por el Frente Polisario. Pueden considerarse las primeras negociaciones directas en siete años entre las dos partes. También están presentes en las negociaciones los países vecinos, Argelia (solidaria con la descolonización saharaui por motivos históricos) y Mauritania.
Las negociaciones se ultimaron por la Resolución 1754 del Consejo de Seguridad de Naciones Unidas del a 30 de abril de 2007 que impulsó a ambas partes "a establecer negociaciones directas sin condiciones previas y de buena fe." La resolución también alargó la Misión de Naciones Unidas para el Referéndum en el Sáhara Occidental (MINURSO) hasta el 31 de octubre de 2007.
La primera ronda de conversaciones se celebraron del 19 al 20 de junio de 2007 durante la cual ambas partes estuvieron de acuerdo en recuperar el diálogo para el 10-11 de agosto de 2007. La segunda ronda terminó sin acuerdos aunque se fijó otra ronda. Durante la última y tercera ronda que ocurrió entre el 8 y 9 de enero de 2008, ambas naciones estuvieron de acuerdo en "la necesidad de pasar a una fase más intensiva y sustancial de negociaciones". Las negociaciones estaban siendo supervisadas por Peter van Walsum, enviado de Ban Ki-Moon para el Sahara Occidental.